# Escut de Palafolls
L'escut oficial de Palafolls té el següent blasonament:
Escut caironat: faixat de gules i d'argent de 6 peces; les d'argent sembrades de creuetes d'atzur. Per timbre una corona de baró.

## Història
Va ser aprovat el 21 d'abril de 1983 i publicat al DOGC el 25 de maig del mateix any amb el número 331.
El castell local fou el centre d'una baronia des del segle ix, comandada pels Palafolls, les armes dels quals són les que ha adoptat el poble.